# Joseph Nicollet

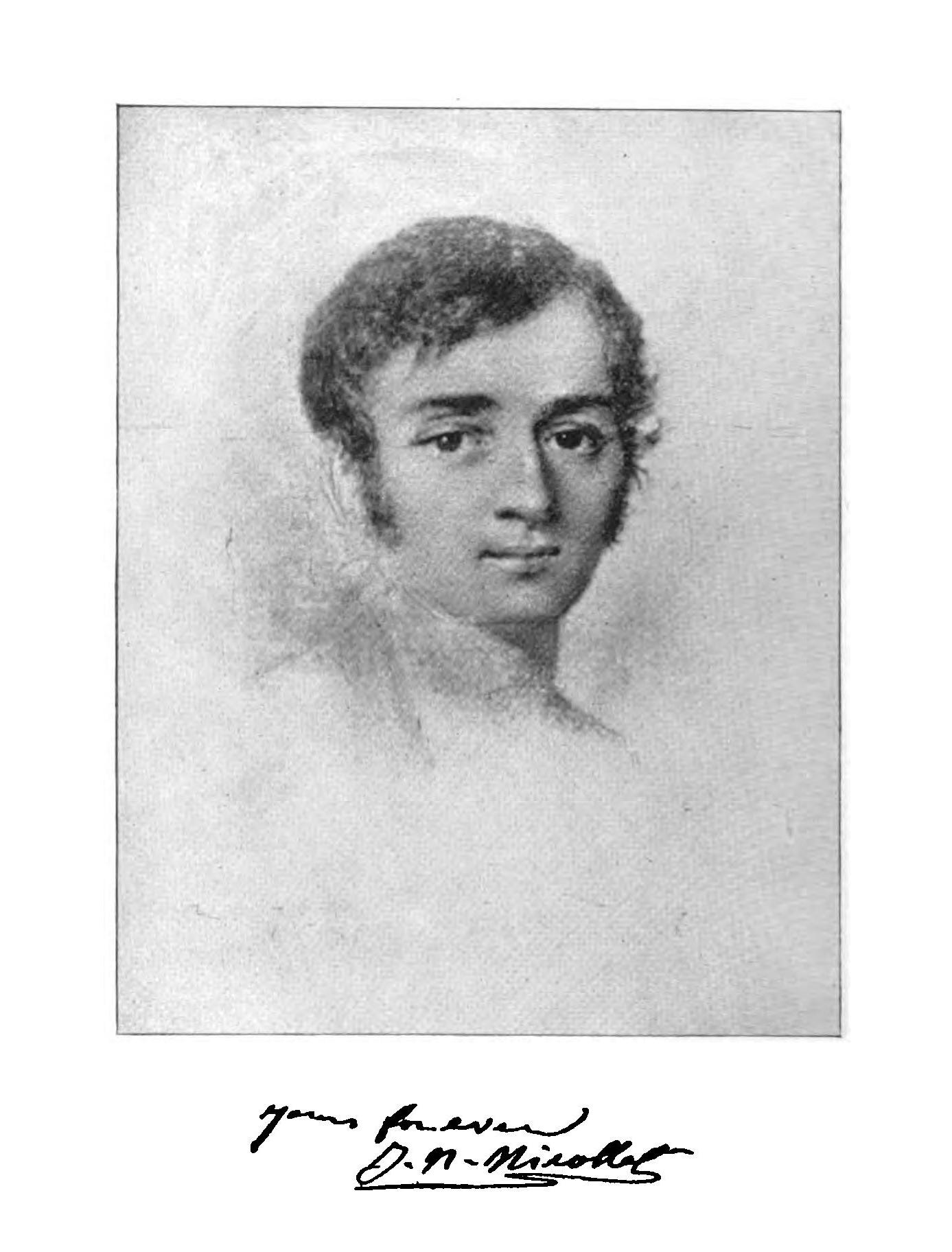
Joseph Nicollet.

Joseph Nicolas Nicollet, också känd som Jean-Nicolas Nicollet, född den 24 juli 1786 i Cluses, död den 11 september 1843 i Washington, var en  fransk matematiker, astronom och geograf.
Från 1817 arbetade han vid Parisobservatoriet under Pierre-Simon Laplace. Senare blev han professor i matematik vid Collège Louis-le-Grand. Han tilldelades Lalandepriset 1819 och 1820.
År 1832 emigrerade Nicollet till Förenta staterna. Han ledde tre expeditioner för utforskningen av områdena vid Mississippiflodens övre lopp. År 1839 begav han sig till Washington. Där blev hans Map of the Hydrographical Basin of the Upper Mississippi offentliggjord.
Nicollet County i Minnesota och månkratern Nicollet är uppkallade efter honom.